# Copa da Escócia de 1947–48
A Copa da Escócia de 1947-48 foi a 63º edição do torneio mais antigo do futebol da Escócia. O campeão foi o Rangers F.C., que conquistou seu 11º título na história da competição ao vencer a final contra o Greenock Morton F.C., pelo placar de 1 a 0.

## Premiação
| Copa da Escócia de 1947-48        |
| Escócia                           |
| --------------------------------- |
| Rangers F.C. Campeão (11º título) |